# Eleanor Beauchamp
Eleanor Beauchamp (Wedgenock, settembre 1408 – Londra, 6 marzo 1467) è stata una nobile inglese, contessa consorte di Somerset.

## Biografia
Era figlia di Richard de Beauchamp, XIII conte di Warwick e di Elizabeth de Berkeley.
Prima del 1430 venne data in sposa a Thomas de Ros, IX Barone de Ros. La coppia ebbe tre figli:
- Thomas de Ros, X Barone de Ros (9 settembre 1427 - 17 maggio 1464);
- Richard de Ros (8 marzo 1429 - dopo il 1492);
- Margaret de Ros (1432 - 10 dicembre 1488), sposata con William de Botreaux, III Barone Botreaux e poi con Thomas Burgh, I Barone Burgh di Gainsborough.

Dopo esser rimasta vedova nel 1430, sposò tra il 1431 e il 1435 Edmund Beaufort, II duca di Somerset, figlio di John Beaufort, I conte di Somerset e Lady Margaret Holland.Il matrimonio avvenne senza licenza ed il perdono arrivò il 7 marzo 1438.
Dall'unione nacquero dieci figli:
- Eleanor Beaufort, contessa di Ormonde, sposò prima James Butler, V conte di Ormonde e poi Sir Robert Spencer[3];
- Elizabeth Beaufort (morta prima del 1472), sposò Sir Henry FitzLewis[3];
- Henry Beaufort, III duca di Somerset (1436-1464)[4];
- Margaret Beaufort, contessa di Stafford (prima del 1439-1474), sposò prima Humphrey, conte di Stafford e poi Sir Richard Darell[4];
- Edmund Beaufort, IV duca di Somerset (c. 1439 - 4 maggio 1471)[4];
- Anne Beaufort (c. 1453 - c. 1496), sposò Sir William Paston[3];
- John Beaufort, marchese di Dorset (c. 1455 - 4 maggio 1471)[4];
- Lady Joan Beaufort (?-11 agosto 1518), sposò prima Robert St Lawrence, terzo Barone Howth e poiSir Richard Fry[4];
- Thomas Beaufort (c. 1455-c. 1463)[4];
- Mary Beaufort (nato tra il 1431 e il 1455)[4].

Rimasta di nuovo vedova nel 1455, Eleonor contrasse un terzo matrimonio con Walter Rokesley da cui non ebbe altri figli.